# 필리프 프란츠 폰 지볼트

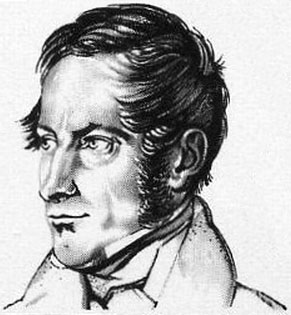
필리프 프란츠 폰 지볼트

필리프 프란츠 발타자어 폰 지볼트(독일어: Philipp Franz Balthasar von Siebold, 1796년 2월 17일 ~ 1866년 10월 18일)는 독일의 의사이자 생물학자이다. 일본에서 서양 의학을 처음 가르친 유럽인으로 유명하며, 일본의 식물과 동물 고유종을 연구한 것에 의의가 있다.
학명 명명자 부분의 'Siebold'는 지볼트를 가리킨다.

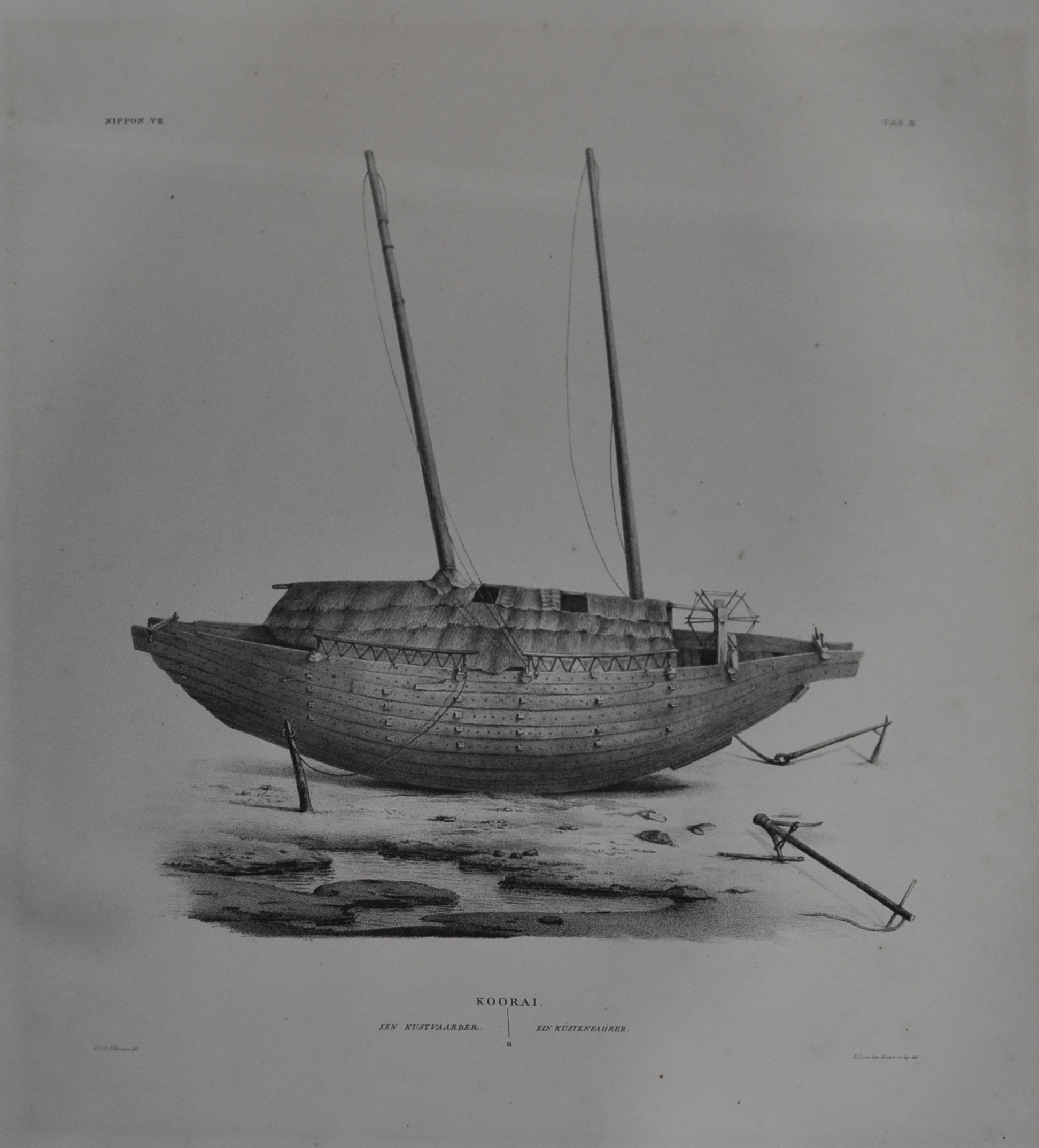
지볼트의 저서 "Nippon"에 소개된 조선의 배

지볼트가 일본에서 만난 아내 쿠스모토 타키와의 사이에서 낳은 딸이 일본 최초의 부인과 의사 쿠스모토 이네이며, 그 손녀 쿠스모토 타카코는 《은하철도 999》의 메텔의 모델이 됐다는 얘기가 있다.

## 같이 보기
- 분류:필리프 프란츠 폰 지볼트가 명명한 분류군
- 분세이
- 데지마
- 카를 테오도어 에른스트 폰 지볼트
- 쇄국정책